# Roland-Bucht
Die Roland-Bucht (französisch Baie Roland) ist eine kleine Bucht an der Westküste der Booth-Insel im Wilhelm-Archipel vor der Graham-Küste der Antarktischen Halbinsel. Sie liegt am westlichen Ende derjenigen Halbinsel, welche den Port Charcot von der Salpêtrière-Bucht trennt. Der Hervéou Point bildet ihr Südufer.
Teilnehmer der Vierten Französischen Antarktisexpedition (1903–1905) kartierten die Bucht als Erste. Der Expeditionsleiter und Polarforscher Jean-Baptiste Charcot benannte sie nach F. Roland, Seemann an Bord des Forschungsschiffs Français.